# Halles de Nant
Les halles de Nant sont situées sur la commune de Nant, dans le département de l'Aveyron, en France.

## Historique
L'édifice est inscrit au titre des monuments historiques par arrêté du 13 avril 1944.